# Степанюк Олександр
Степанюк Олександр (Псевдо: Богун, Вавилонський, Марта, Матвій, Мефодій, Прохор, Санько, Тетеря, Тихон, 1015, 1230, 12302, 1915); (1921, Стеблі, Ковельський район, Волинська область — 5 травня 1952, Глухів Другий (Малий Глухів), Радомишльський район, Житомирська область) — керівник Білоруського окружного та Житомирського окружного проводів ОУН, лицар Срібного хреста заслуги УПА.

## Життєпис
Навчався у Ковельській гімназії, де вступив в ОУН. Із жовтня 1939 року працював лісником у Скулинському лісництві Ковельського району Волинської області.
Заступник командира боївки ОУН (з весни 1943), організаційно-мобілізаційний референт Ковельського районного проводу ОУН (1943 — весна 1944), керівник Ковельського районного (весна 1944—1948) та Ковельського надрайонного (1948—1949), Білоруського окружного (1949-08.1950) проводів ОУН. 15.08.1950 р. разом з групою підпільників перейшов на Житомирщину, де очолював Житомирський окружний провід ОУН (08.1950-05.1952). Загинув у бою з облавниками. Старший булавний (?), поручник-політвиховник (14.10.1951) УПА.

## Нагороди
- Згідно з Постановою УГВР від 16.10.1948 р. і Наказом Головного військового штабу УПА ч. 3/48 від 23.10.1948 р. старший булавний УПА, член окружного проводу ОУН Ковельщини Олександр Степанюк — «Богун» нагороджений Бронзовим хрестом заслуги УПА.
- Згідно з Постановою УГВР від 15.06.1952 р. і Наказом Головного військового штабу УПА ч. 1/52 від 20.06.1952 р. поручник-політвиховник УПА Олександр Степанюк — «Мефодій» нагороджений Срібним хрестом заслуги УПА.

### Вшанування пам'яті
- 1.12.2017 р. від імені Координаційної ради з вшанування пам'яті нагороджених Лицарів ОУН і УПА у м. Луцьку Бронзовий хрест заслуги УПА  (№ 036) та Срібний хрест заслуги УПА (№ 027) передані Тетяні Віднік, племінниці Олександра Степанюка — «Богуна»-«Мефодія».